# Joseph Kabris
Joseph Kabris (1780 en Burdeos – 23 de septiembre de 1822 en Valenciennes), a veces conocido como Jean-Baptiste, con apellidos alternativos Cabri, Cabry, Kabrit, o Cadiche, fue un marinero naufragado en 1795 en las Islas Marquesas, donde se integró en la sociedad local, como lo demuestran sus tatuajes en todo el cuerpo. Después de dejar la isla, fue presentado en las cortes de Europa como un objeto de curiosidad. En tiempos difíciles, se exhibía en ferias antes de morir de enfermedad en el norte de Francia a la edad de 42 años.
El escritor estadounidense Herman Melville probablemente utilizó la vida de Kabris para formar el personaje de Ned Hardy en su segundo libro, Omoo.

## Biografía
Se sabe poco de su juventud excepto lo que proviene de varios folletos que se cree dictó, ya que probablemente era analfabeto.
Dijo que comenzó su vida como marinero muy joven, a la edad de 14 años, embarcándose en el corsario Doumouriez comandado por el Capitán Renault. El Doumouriez capturó un galeón español y regresaba a Francia cuando fue capturado por una escuadra de seis buques ingleses y una fragata. Kabris fue hecho prisionero y enviado a los prisioneros en las cárceles flotantes en Portsmouth, Inglaterra, durante 15 meses. Regresó al servicio en el ejército real y participó en escaramuzas alrededor de Quiberon. Fue herido en combate y nadó hasta la fragata británica Diamond (capitaneada por Smith), que estaba anclada en el puerto. Llevado a Inglaterra, se recuperó allí antes de reanudar su trabajo en un ballenero (capitaneado por Kuite).
Partió de Portsmouth el 8 de mayo de 1795 hacia los mares del Sur en el bergantín inglés London, capitaneado por Gardner. Afirmó que, después de que su barco naufragara cerca de Nuku Hiva (Islas Marquesas), llegó a tierra junto con un marinero inglés, Edward Robarts, con quien no permaneció amigo. De hecho, desertó de su barco en marzo de 1798 junto con un marinero inglés llamado Walker y se refugió en la isla de Nuku Hiva.

## Naufragio en las Islas Marquesas
Kabris, que se creía muerto por caníbales, se integró en la tribu. Después de un primer matrimonio estéril, se casó con la hija del rey. El rey de Nuku Hiva lo apreciaba y personalmente tatuó a Kabris por todo su cuerpo. Lo nombró "Gran Juez de Todos los Países" con el correspondiente tatuaje (mehama: un sol en ambos párpados).

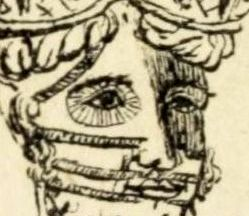
Diseño del tatuaje mehama alrededor de los ojos

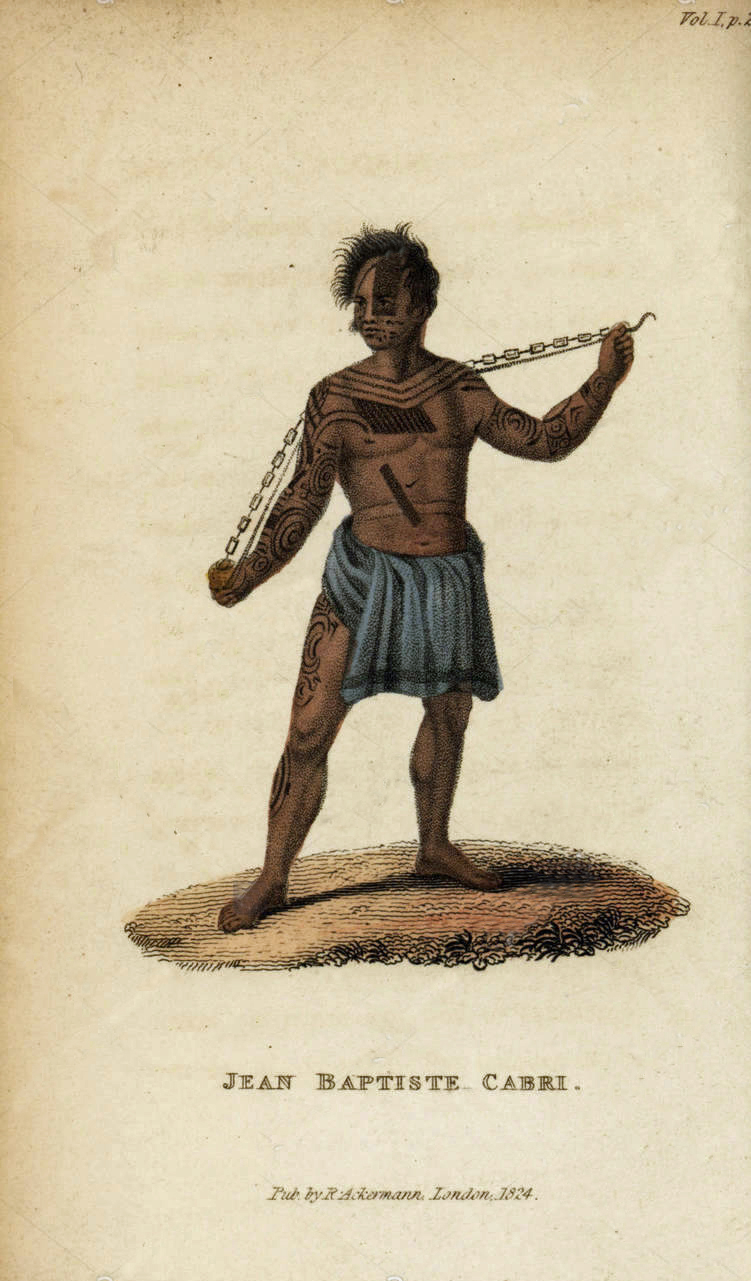
Joseph Kabris (llamado Jean Baptiste Cabri), ilustración tomada de la obra de F. Shoberl, R. Ackermann, Londres,1824, p.282

En mayo de 1804, el capitán Adam Johann von Krusenstern, que realizaba un viaje alrededor del mundo, desembarcó en la isla. Estaba feliz de encontrar al inglés Roberts (también llamado Robarts) y al francés Kabris (llamado Cabri) para que le sirvieran de guías. Fue Krusenstern y el naturalista de la expedición, Georg Heinrich von Langsdorff, quienes describieron la enemistad entre los dos hombres y registraron información sobre Kabris, "se ha convertido completamente en nukuhivano", con sus tatuajes, su técnica de natación y su comportamiento como guerrero. Afirma no haberse convertido nunca en caníbal", una afirmación que Langsdorff no creía. Krusenstern declaró que Kabris casi había olvidado su lengua materna, pero que hablaba inglés lo suficientemente bien. A medida que su memoria volvía, pudo dar el nombre de su padre y su ciudad de origen (Burdeos), que evocó de una manera enigmática: "Muchas velas, muchos violines, mucha música, las mujeres, las damas".

## Objeto de Curiosidad en Europa
El 18 de mayo de 1804, Kabris se embarcó, tal vez por accidente, en el barco ruso que navegaba hacia Kamtchatka. En agosto del mismo año, finalmente llegó a Kamtchatka. Sin saber ruso, cruzó Siberia para llegar a San Petersburgo, donde el gran duque Constantino Pavlovich lo recibió y lo exhibió en su corte. Luego pasó algún tiempo en Berlín, donde fue presentado al rey Federico Guillermo III. Fue llevado a París y exhibido en ferias y zoológicos humanos. 
Joseph Kabris regresó a Francia en 1806 y en 1807 fue recibido por el rey Luis XVIII.